# Sandra Petersmann
Sandra Petersmann (* 1972 in Hamm in Westfalen) ist eine deutsche Hörfunkkorrespondentin.

## Leben
Sandra Petersmann studierte ab 1991 Politik und Geschichte in Hannover und betätigte sich bereits während ihres Studiums im Hörfunk. 1996 war sie zu einem Auslandssemester in Johannesburg. Nach ihrer Rückkehr aus Südafrika volontierte sie bei der Deutschen Welle (DW). Anschließend wurde sie dort Redakteurin. Sandra Petersmann berichtete für die DW vor allem aus Krisengebieten, wobei sich ihre Wege regelmäßig mit denen der ARD-Korrespondenten kreuzten. Danach gehörte sie zum Korrespondentennetz der ARD und berichtete über Südasien von Neu-Delhi aus. Nach ihrer Rückkehr Anfang 2017 arbeitet sie für die Deutsche Welle in Berlin.

## Auszeichnungen
2016 wurde ihr vom Journalistinnenbund der neugeschaffene Courage-Preis für aktuelle Berichterstattung verliehen. Sie wurde damit für ihre aufklärerische Berichterstattung ausgezeichnet, den „anderen Blick“ auf die gesellschaftlichen Verhältnisse hinter Politik und Macht sowie das beständige Hinterfragen von Klischees.